# Francisco Teotônio da Luz Neto
Francisco Teotônio da Luz Neto (Gentio, Picos, 23 de abril de 1941) é escritor, genealogista, advogado, economista e servidor aposentado do Banco do Brasil. É autor da obra Genealogia da Família Luz, considerada uma das mais extensas pesquisas genealógicas do estado do Piauí. Ocupa a cadeira nº 2 da Academia de Letras da Região de Picos (ALERP).

## Biografia
Natural do povoado Gentio, município de Picos (PI), é filho de Vital Teotônio da Luz e Maria Stela de Jesus. Casou-se com Teresinha de Jesus Melo Lobão Luz, com quem teve duas filhas, Sandra e Soraia, e netos, entre eles Matheus Tiussi.
É bacharel em Direito, com pós-graduação em Engenharia Econômica e Administração Financeira. Atuou em diversas áreas públicas e privadas, incluindo o setor bancário, o ensino e a advocacia.

## Atuação acadêmica e literária
Teotônio da Luz é autor de diversos textos publicados em revistas e jornais regionais, além do livro Genealogia da Família Luz (2003), com 948 páginas e mais de 15 mil nomes mapeados ao longo de gerações da família Luz.
A obra é utilizada por pesquisadores de genealogia e história familiar e já foi disponibilizada em acervos públicos e bibliotecas acadêmicas.[carece de fontes?]

## Participação em instituições
Foi eleito membro da Academia de Letras da Região de Picos (ALERP), onde ocupa a cadeira nº 2, reconhecido por sua contribuição intelectual e memorialística.